# Plimoth Patuxet

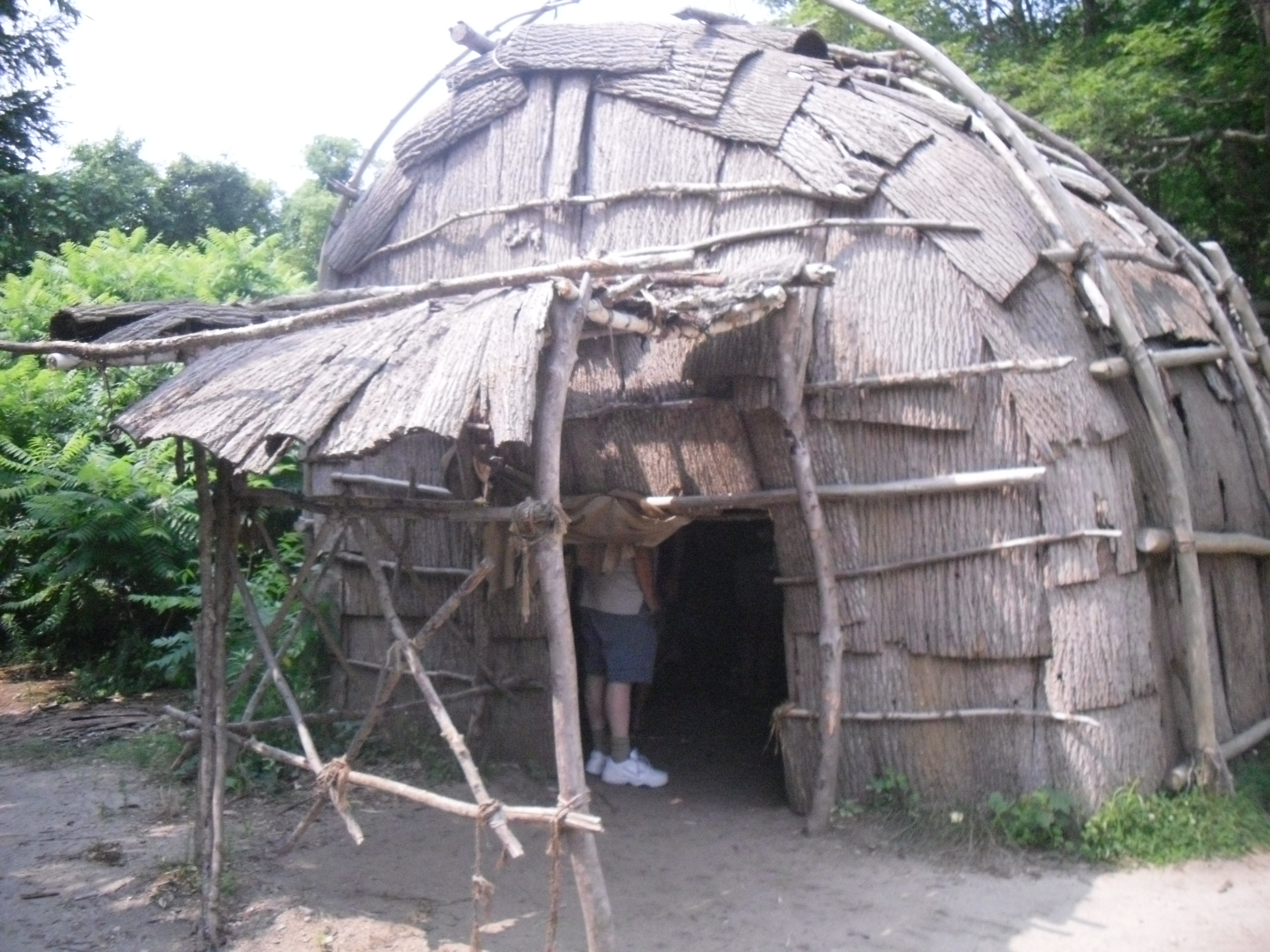
Indianenhut

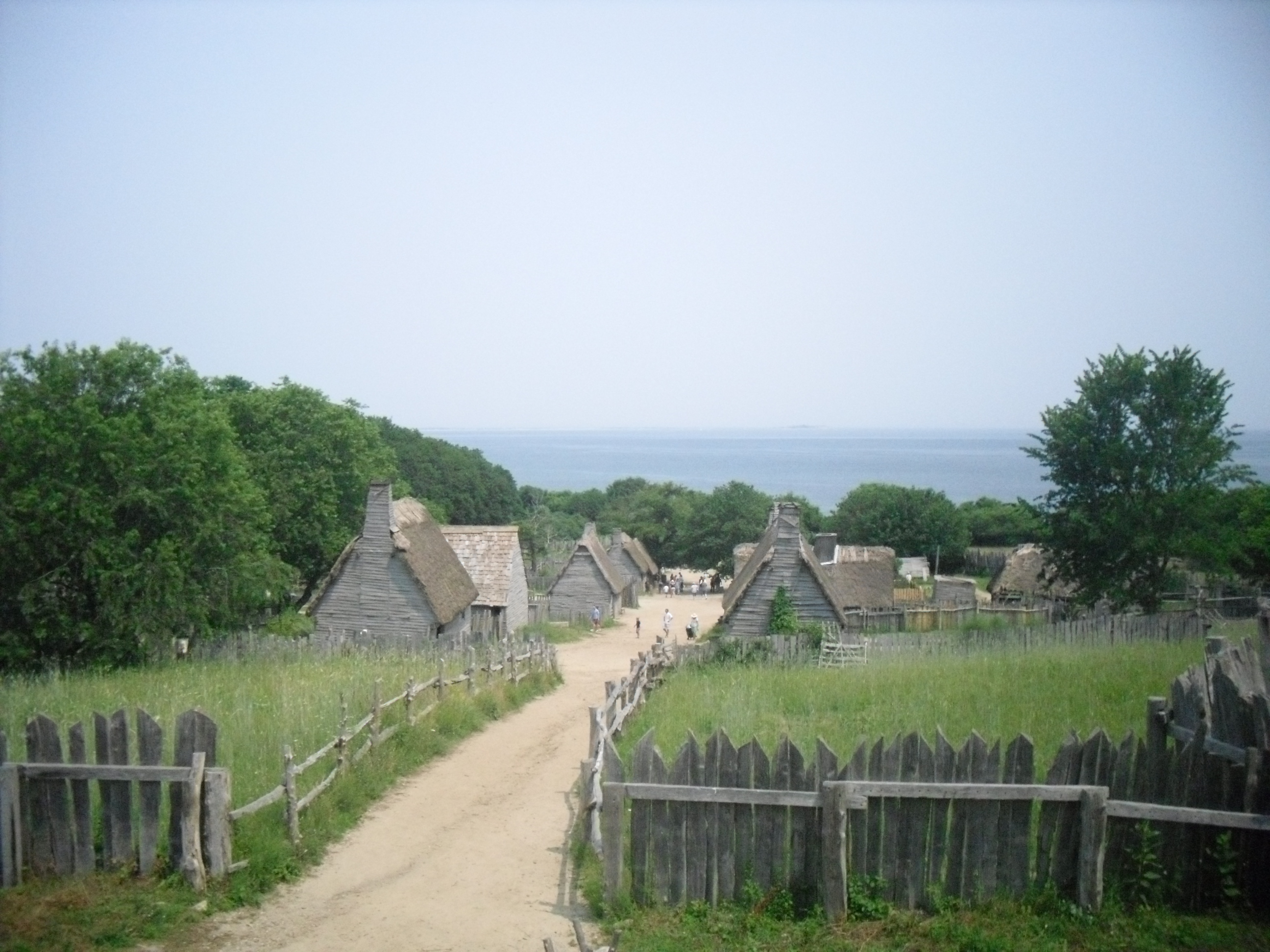
Het Engelse dorp

Plimoth Plantation is een openluchtmuseum in Plymouth in de Amerikaanse staat Massachusetts.
Het museum geeft een indruk van het leven in de Plymouth Colony, zoals die in de 17e eeuw door de Pilgrim Fathers gesticht werd. Zij waren de eerste Europeanen die naar Amerika emigreerden. Nu is het een museum waar men een ouderwets Engels dorp ziet en indianenhutjes. Acteurs spelen de rollen van de bekende Pilgrims en van de Wampanoag, die hun kant van de geschiedenis toelichten.
Het museum werd opgericht door Henry Hornblower II. In de buurt van het museum ligt ook een replica van de Mayflower, het schip waarmee de Engelsen aan land kwamen. Dit was een geschenk van de Britse regering, uit dank voor de Amerikaanse steun tijdens de Tweede Wereldoorlog.